# Nexon (Haute-Vienne)
Nexon é uma comuna francesa na região administrativa da Nova Aquitânia, no departamento de Alto Vienne. Estende-se por uma área de 40.79 km². Em 2010 a comuna tinha 2 569 habitantes (densidade: 63 hab./km²).